# أماندا زاهوي بي
أماندا زاهوي بي (بالسويدية: Amanda Zahui) مواليد 8 سبتمبر 1993 في ستوكهولم، هي لاعبة كرة سلة سويدية. بدأت مسيرتها الاحترافية في سنة 2015. تم اختيارها من قبل فريق تلسا شوك خلال الدرافت. تلعب مع نيويورك ليبرتي في دوري الاتحاد الوطني لكرة السلة النسائية كلاعب وسط. وتحمل الرقم 17. يبلغ طولها 6 قدم 5 بوصة (2.0 م).

## المسيرة الاحترافية
لعبت مع تلسا شوك في سنة 2015، ثم لعبت مع نيويورك ليبرتي في سنة 2016، ثم لعبت مع نادجدا أورينبورغ في سنة 2016.

## روابط خارجية
- أماندا زاهوي بي على موقع الاتحاد الدولي لكرة السلة (الإنجليزية)
- أماندا زاهوي بي على موقع الاتحاد الوطني لكرة السلة النسائية (الإنجليزية)
- أماندا زاهوي بي على موقع كرة السلة الأوروبية.كوم (الإنجليزية)
- أماندا زاهوي بي على موقع كلية كرة السلة في سبورتس رفرنس.كوم (الإنجليزية)
- أماندا زاهوي بي على موقع بروبوليرز (الإنجليزية)
- أماندا زاهوي بي على موقع سبورتس رفرنس (الإنجليزية)